# آنگوس مک دونالد (بازیکن فوتبال)
آنگوس مک دونالد (انگلیسی: Angus MacDonald؛ زادهٔ ۱۵ اکتبر ۱۹۹۲) بازیکن فوتبال اهل بریتانیا است.
از باشگاه‌هایی که در آن بازی کرده‌است می‌توان به باشگاه فوتبال سالزبری سیتی، باشگاه فوتبال تورکی یونایتد، باشگاه فوتبال ای‌اف‌سی ویمبلدون، باشگاه فوتبال ردینگ، و باشگاه فوتبال بیزینگ‌استوک تاون اشاره کرد.
وی همچنین در تیم‌های ملی فوتبال England national under-16 football team، زیر ۱۹ سال انگلستان، و England national football C team بازی کرده‌است.